# Yucca arkansana subsp. freemanii
Yucca arkansana subsp. freemanii ist eine Unterart der Pflanzenart Yucca arkansana in der Familie der Spargelgewächse (Asparagaceae).

## Beschreibung
Yucca arkansana subsp. freemanii wächst solitär oder bildet kleine Gruppen. Die variablen, grünen, weichen Laubblätter sind 15 bis 60 cm lang und 1 bis 3 cm breit. Sie bildet Fasern an den Blatträndern.
Der über den Blättern beginnende, verzweigte Blütenstand wird 1 bis 1,8 Meter hoch. Die hängenden, glockenförmigen, kugeligen, weißen bis cremefarbenen Blüten weisen eine Länge von 3 bis 3,8 cm und einen Durchmesser 1 bis 1,5 cm auf. Typisch ist der unbehaarte Blütenstand, während die Unterart Yucca arkansana subsp. louisianensis einen behaarten Blütenstand bildet. Die Blütezeit ist im Juni.

## Vorkommen
Yucca arkansana subsp. freemanii ist in den US-Bundesstaaten Louisiana, Arkansas und Texas in Ebenen, in lichtem Waldland und in Grasland verbreitet. Vergesellschaftet ist sie oft mit verschiedenen Kakteen-Arten.
Yucca arkansana subsp. freemanii ist in Mitteleuropa bis minus 20 °C frosthart. Zehn Jahre alte Exemplare befinden sich in der Sammlung von F. Hochstätter ungeschützt im Freiland.

## Systematik
Der botanische Name ehrt H. A. Freeman. Die gültige Beschreibung durch Fritz Hochstätter unter dem Namen Yucca arkansana subsp. freemanii ist 2000 veröffentlicht worden.
Ein Synonym ist Yucca freemanii Shinners (1951).

## Bilder
Yucca arkansana subsp. freemanii:

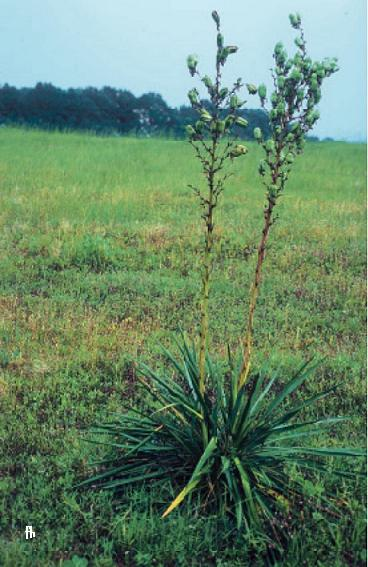
Mit Früchten im Oktober in Texas
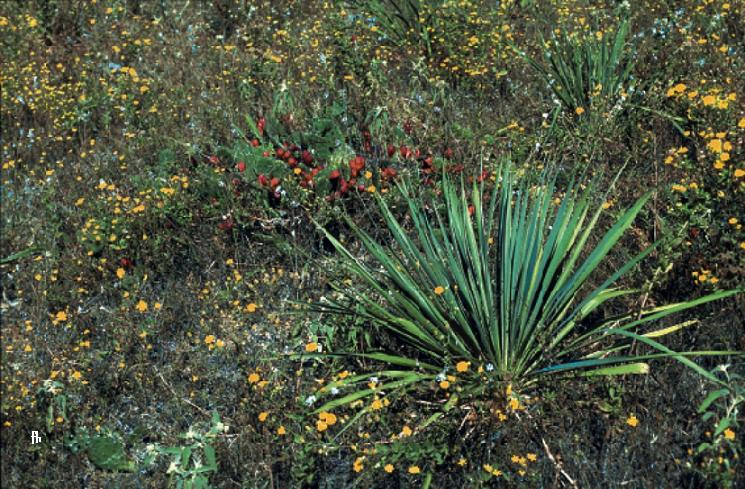
Im Oktober in Texas mit Opuntia macrorhiza mit Früchten
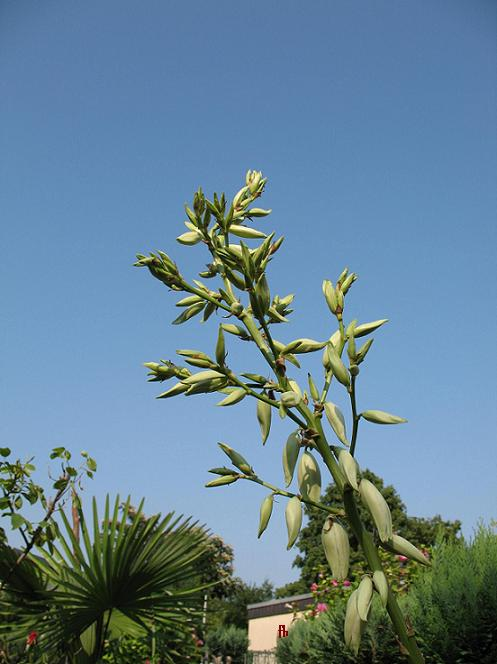
Blütenstand mit Knospen in der Sammlung von F. Hochstätter
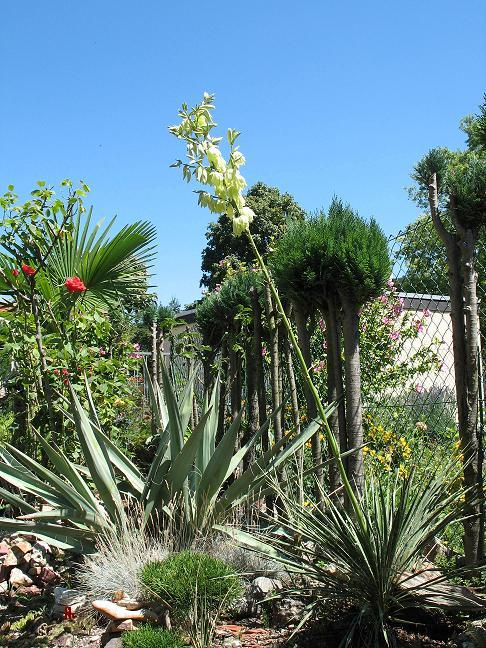
Mit Blütenstand im Juli